# Boroso

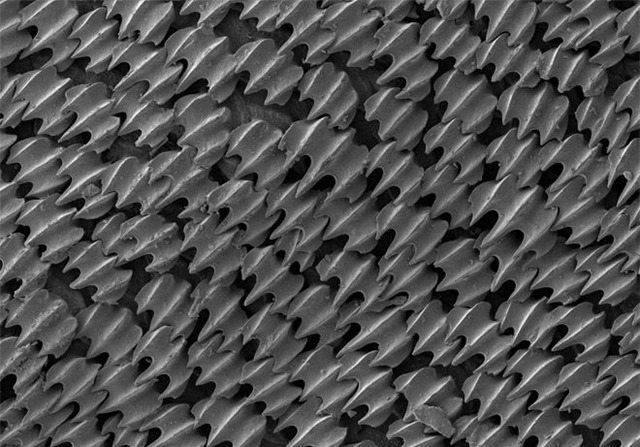
Oberflächenstruktur von Haileder in der Vergrößerung

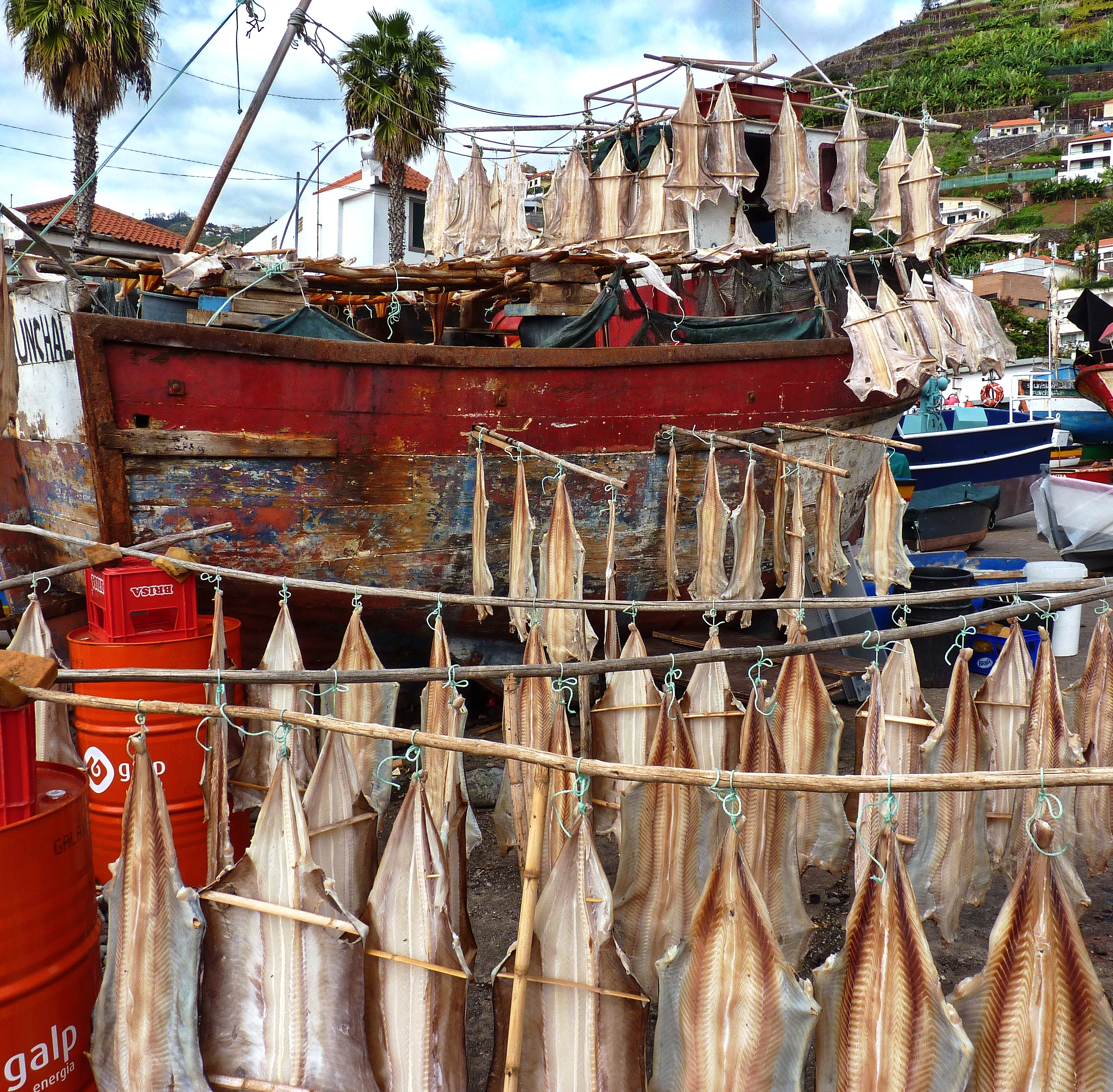
Schokoladenhaihäute bei der Trocknung auf Câmara de Lobos (Madeira)

Boroso ist eine Bezeichnung für Haifischleder aus dem Mittelmeerraum.

## Beschreibung des Boroso
Der Begriff Boroso ist die Bezeichnung, die ausschließlich auf Haileder aus dem Mittelmeerraum an den Küsten Spaniens und an anderen Küstenregionen von Marokko und Portugal bezogen ist. Die Etymologie des Begriffes ist unbekannt – im Spanischen bedeutet „borroso“ in etwa „verschwommen“ oder auch „unscharf“. Verwendet wird vorzugsweise die Haut des Schokoladenhais (lat. Dalatias licha, engl. Kite Shark). Dieses Naturprodukt wurde für die Belederung von Schwert-, Säbel- und anderen Waffengriffen und auch für Blankwaffenscheiden benutzt, um eine dauerhafte, rutschfeste und widerstandsfähige Oberfläche zu erhalten. Dies wird erreicht, indem man die natürlich vorhandene Zahnung der Placoidschuppen auf der Haihaut belässt und sie poliert. Die Haihaut als Vorprodukt wird „Shagreen“ genannt, erst durch das Polieren der Oberfläche entsteht das Boroso. Es wird in verschiedenen Farben und Qualitätsstufen verwendet. Am gebräuchlichsten sind: gebleicht, schwarz oder rot eingefärbt. Haifischleder wird wegen der schwierigen Aufbereitung um ein Vielfaches teurer als Leder von anderen Tierarten gehandelt. Gelegentlich findet sich der Begriff „Perlhai“, was irreführend ist, weil es die Spezies nicht gibt und der Begriff lediglich als Synonym für Boroso oder andere Haifischhäute verwendet wurde. Gerade bei historischen Waffen ist es schwierig, festzustellen ob es sich um Boroso oder um eine andere Art von Haileder handelt. Daher wird zu den Objekten oft nur „Haifischhaut“ notiert.

## Abgrenzung zu anderen Lederarten
Boroso ist nicht zu verwechseln mit dem Oberbegriff ähnlicher (rauer) Ledersorten, die als Chagrin bekannt sind. Im angloamerikanischen Raum wird auch der Begriff „Shagreen“ genutzt, wobei nicht immer eine klare Abgrenzung zu anderen Lederarten erkennbar ist. Im 21. Jahrhundert wird Leder verschiedener Fischarten verwendet, oder, bedingt durch den hohen Preis, ein künstlicher Ersatz mit ähnlichen Eigenschaften. Häufig findet man eine Art von Heftbelederung bei japanischen Klingenwaffen, wobei es sich dabei meist um gegerbte, eingefärbte oder gebleichte Haut von Stechrochen handelt, dessen Leder auch als „Galuchat“ bekannt ist und nach dem Franzosen Jean-Claude Galluchat benannt wird. Von J.C. Galluchat ist auch bekannt, dass er die Haut von Katzenhaien verarbeitete, die ebenfalls unter die Bezeichnung „Galuchat“ fallen, aber eine feinere Oberflächenstruktur als die Häute der Rochen haben.

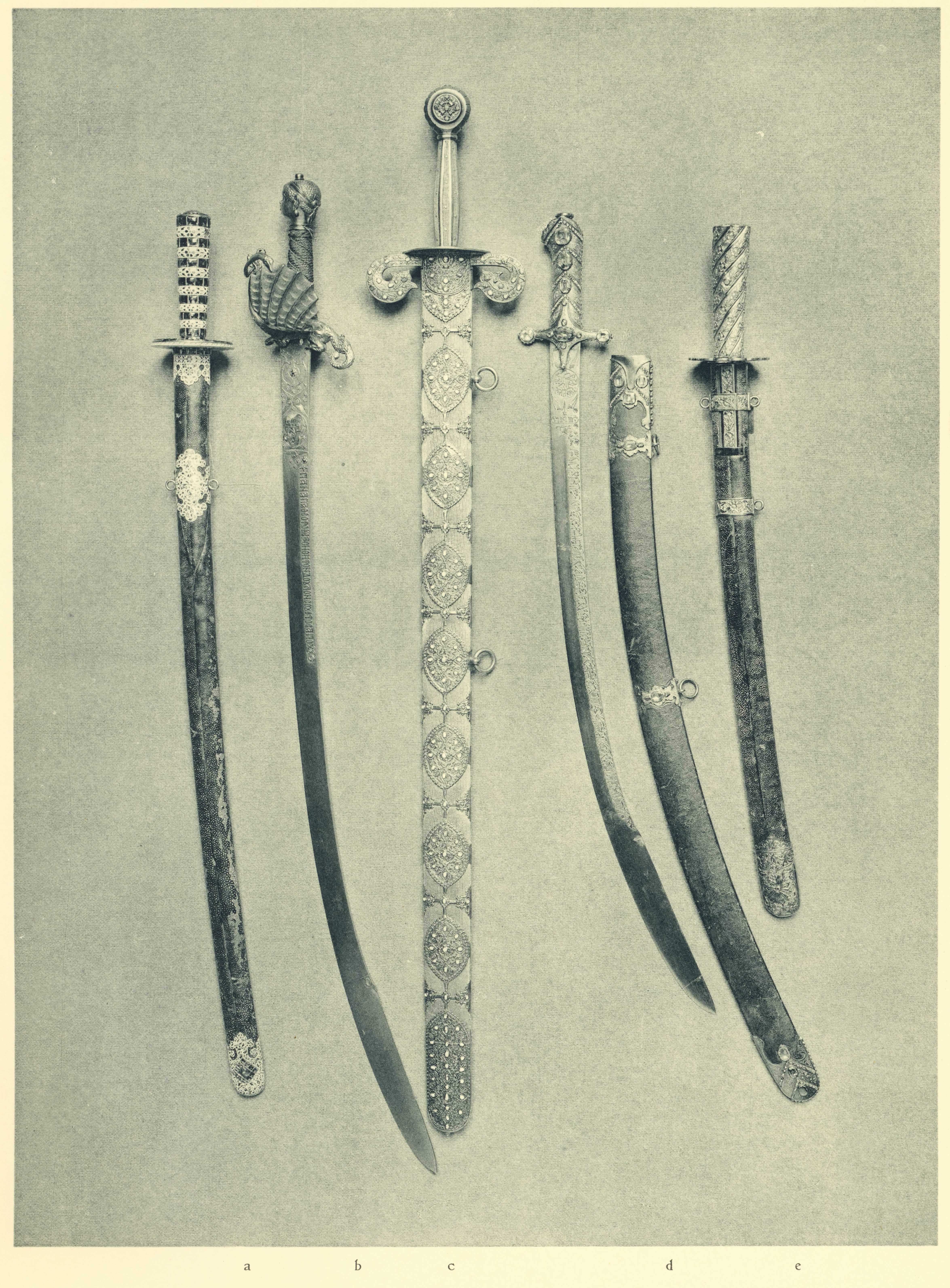
Orientalische Säbel, einige Scheiden bezogen mit Haileder. Deutlich erkennbar sind die geperlten Oberflächen.
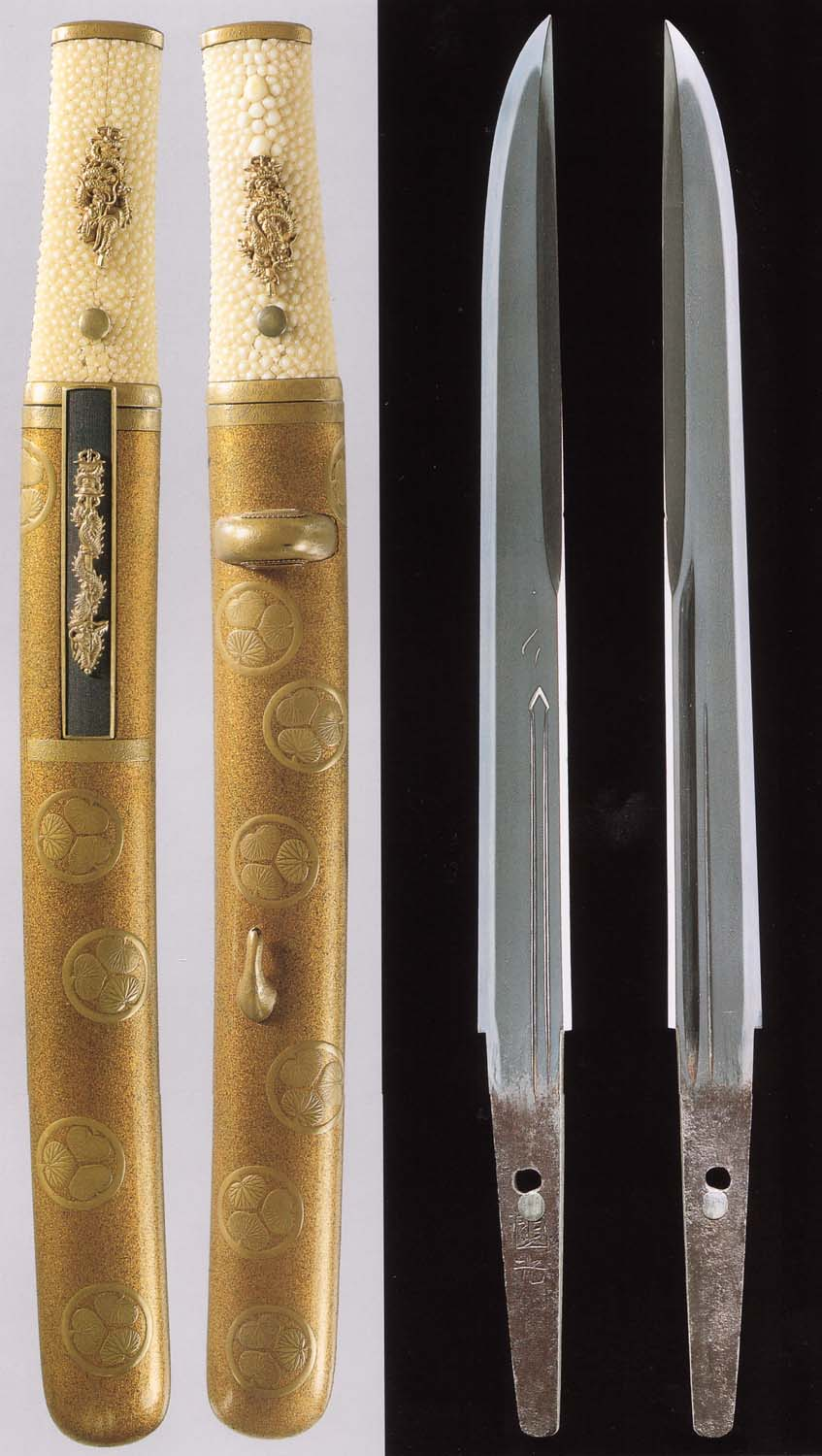
Ein Tantō bezogen mit „Galuchat“ vom Rochen
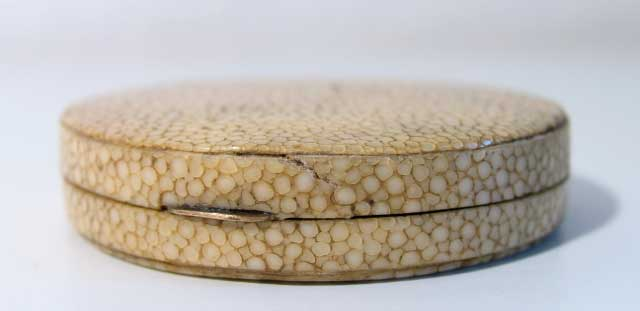
Eine Dose bezogen mit glatt geschliffenem „Galuchat“ vom Rochen
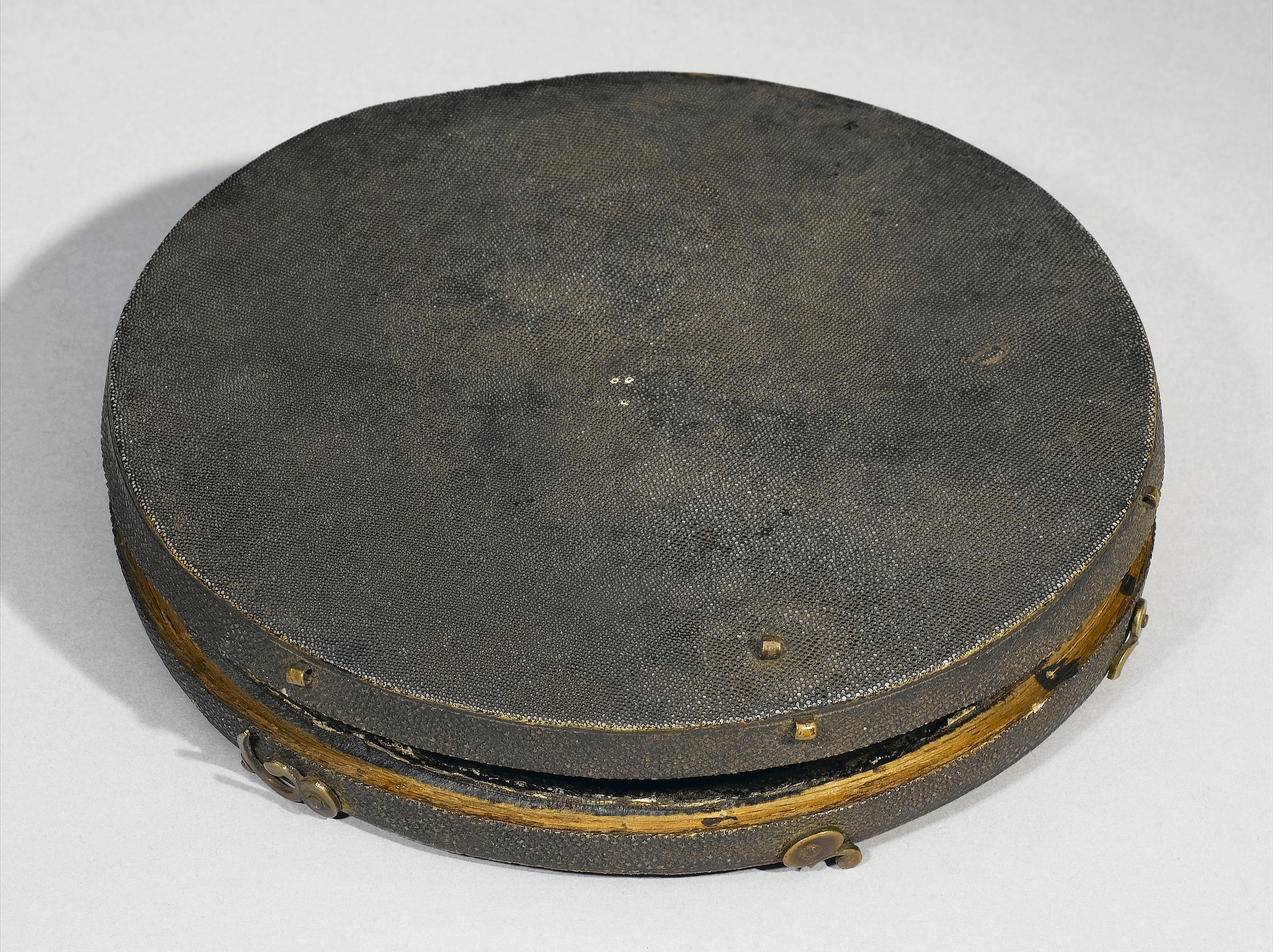
Eine Dose mit feinem „Galuchat“ vom Hai